# 澄定堂
澄定堂為一美籍華人家族的藏書齋堂號。澄定堂藏有38種15世紀中後期西方印刷術初興時的搖籃本；16世紀啟蒙時期800多種古籍，共3400餘冊，以及各類手稿與抄本1200多種。自2018年起，澄定堂第四代Jason Dou開始將藏書寄存或捐贈予兩岸的圖書館。

## 歷史
澄定堂第一代為從事中國瓷器貿易的徽商。19世紀中葉，移居到當時的華沙大公國。為了提升華人在西方社會的地位，同時也因與顧維鈞、胡適及洪鈞等人來往，進而有了瞭解及收藏西方學術歷史文獻的念頭。書齋堂號為1888年由時任大清出使德國欽差大臣洪鈞所取名。典故出自王充《論衡》自紀篇「其文盛，其辯爭，浮華虛偽之語，莫不『澄定』」又雙關引自佛典《楞嚴經》「澄淨無穢，定心自得」。
及至第二代時，遇上歐陸兩次大戰，皇室、貴族及機構拋棄收藏，使得這一代的藏書更是廣博，第二代著力於科學書籍，蒐羅了啟蒙時代及前後時期的相關著作。澄定堂家族透過合作國際拍賣公司收藏古籍、善本外，也曾將藏書借展，包括法國國家圖書館、美國普林斯頓大學圖書館等等。期間一直有著將藏書遷至亞洲的想法，卻受制於戰爭影響及保存、修復技術的不足，而無法落實。藏書在第一次世界大戰後從波蘭轉移維也納，第二次世界大戰歐洲戰場開戰前經倫敦轉移紐約，直到第四代的Jason Dou在中華民國國家圖書館寄存了43種、49冊多是首版印刷的善本，才得以實現家族長久以來的心願。

## 藏書
澄定堂四代積累的藏書，共有38種15世紀中後期西方印刷術初興時的搖籃本；16世紀啟蒙時期800多種古籍，共3400餘冊，以及各類手稿與抄本1200多種。根據Jason Dou所寄存或展示或拍賣的書籍，澄定堂曾經或現今藏有：
- 1486年的搖籃本《科貝格聖經》（Koberger Bibel）[註 1]
- 1490年達貝卡摩（Da Bergamo） 的搖籃本《年鑑補遺》（Supplementum chronicarum）[註 1]
- 1499年阿爾杜斯·馬努提烏斯（Aldus） 的搖籃本《尋愛綺夢》（Hypnerotomachia Poliphili）
- 1521年特里西諾 （Trissino） 的首版詩集 （La pwetica di m. Giwvan Giorgiw Trissino）[註 1]
- 1570年帕拉第奧（Palladio）第一版的《建築四書》（I quattro libri dell'architettura）[註 1]
- 1632年的第二對開本《威廉·莎士比亞先生的喜劇、歷史劇和悲劇》（Mr. William Shakespeares comedies, histories and tragedies）[註 1]
- 1637年笛卡兒的第一版《談談方法》（Discours de la méthode）[註 1]
- 1620年法蘭西斯·培根的第一版《新工具論》（Novum organum scientiarum）[註 1]
- 1721孟德斯鳩的第一版《波斯人信札》（Lettres persanes）[註 1]
- 1762盧梭第一版的《民約論》（Du contrat social ou principles du droit politique）[註 1]（2010年聯合國教科文組織世界記憶名錄）
- 標明是1802年拿破崙就任終身執政的正本文件[註 1]
- 1843年狄更斯第一版的《小氣財神》（A Christmas carol）[註 1]
- 1859年狄更斯作者自己所藏第一版的《雙城記》（A Tale of Two Cities)
- 1871年達爾文第一版的《人類的由來》（The descent of man and selection in relation to sex）[註 1]
- 1948年鮑里斯·巴斯特納克諾貝爾文學獎的作品《齊瓦哥醫生》的半部原始打字稿正本
- 繆塞親筆詩稿《奧古斯特的夢想》（Le songe d’Auguste）[註 2]
- 福樓拜親筆書稿《法國第三階級史》（France, histoire du tier etat）[註 2]
- 大仲馬的詩劇《拉瓦納的費耶斯克》（Fiesque de l’Avagna）作者親筆手稿[註 2]
- 左拉、莫泊桑、喬治·華盛頓的親筆書信[註 2]
- 海頓親筆手稿樂譜十八世紀抄本[註 2]
- 盧梭的親筆論文手稿[註 2]
- 雨果的簽名首版書[註 2]
- 盲聾作家海倫·凱勒1942年的親筆簽名書信[註 3]

## 外部連結
- 澄定堂的Facebook專頁